# Neuweltliche Ährenfische
Die Neuweltlichen Ährenfische (Atherinopsidae) sind kleine bis mittelgroße, schlanke und silbrig glänzende Schwarmfische, die mit etwa 110 Arten in 13 Gattungen in Südamerika, in Mittelamerika und in Nordamerika vorkommen. Etwa 50 Arten dieser Familie leben im Süßwasser, die anderen im Meer, gehen jedoch oft auch in das Brackwasser von Flussmündungen.

## Merkmale
Neuweltliche Ährenfische besitzen zwei Rückenflossen, die erste mit flexiblen Hartstrahlen, die zweite, genau wie die Afterflosse, mit einem Hartstrahl, gefolgt von Weichstrahlen. Die Brustflossen sitzen hoch am Rumpf. Das Maul ist klein und end- oder leicht unterständig, die Augen sind relativ groß. Ein sibriges Band entlang der Seiten kennzeichnet die Familie. Im Englischen haben sie den Namen „Silversides“. Neuweltliche Ährenfische haben zwei Seitenlinien, eine obere, die oberhalb des silbrigen Längsbandes liegt und vor dem Beginn der Afterflosse endet, und eine untere, die sich von oberhalb der Afterflossenmitte bis zum Ende des Schwanzstiels erstreckt. Die Schuppen sind meist cycloid, fallen leicht ab und können relativ groß sein, dann zählt man in einer mittleren Längsreihe normalerweise 31 bis 50, oder sie sind klein, dann befinden sich mehr als 100 in einer mittleren Längsreihe. Die Anzahl der Wirbel liegt bei 35 bis 60.
Die größte Art Odontesthes bonariensis wird 52 Zentimeter lang, die kleinste Menidia colei erreicht 4,2 Zentimeter.
Neuweltliche Ährenfische ernähren sich von Zooplankton, Insekten und kleinen Fischen.
Die größeren Arten der Gattungen Chirostoma und Odontesthes werden geangelt, oder in Aquakulturen gezüchtet.

## Systematik
Es gibt drei Unterfamilien, vier Triben, 13 Gattungen und etwa 110 Arten:

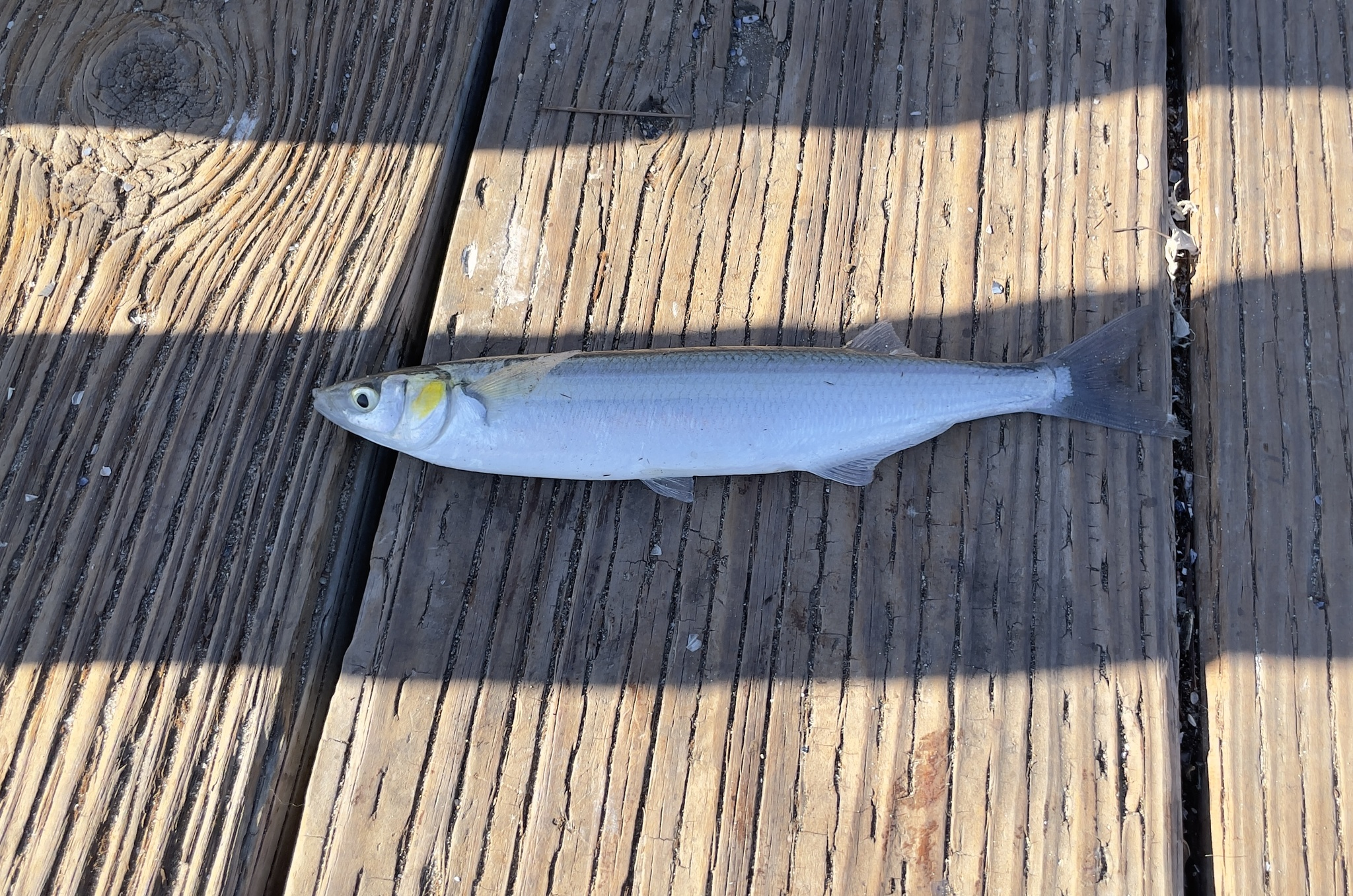
Atherinopsis californiensis

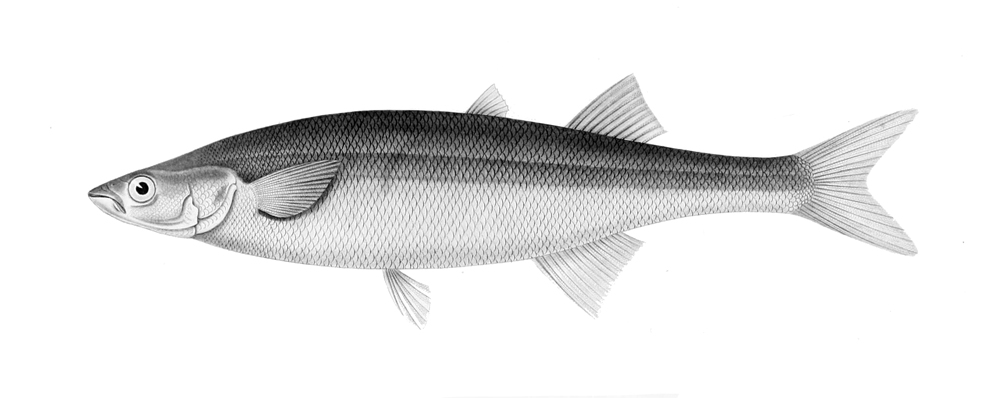
Basilichthys microlepidotus

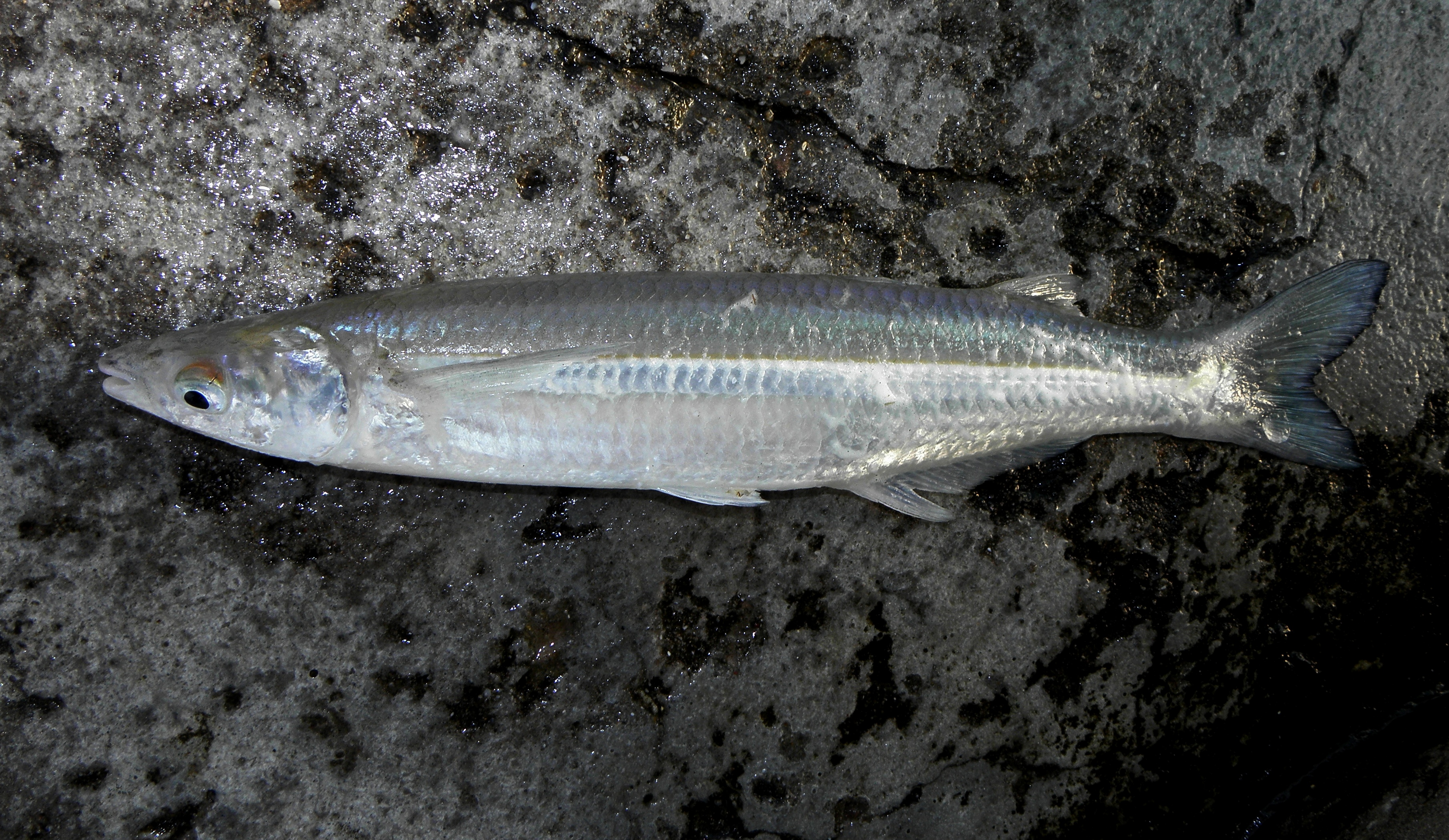
Odontesthes argentinensis

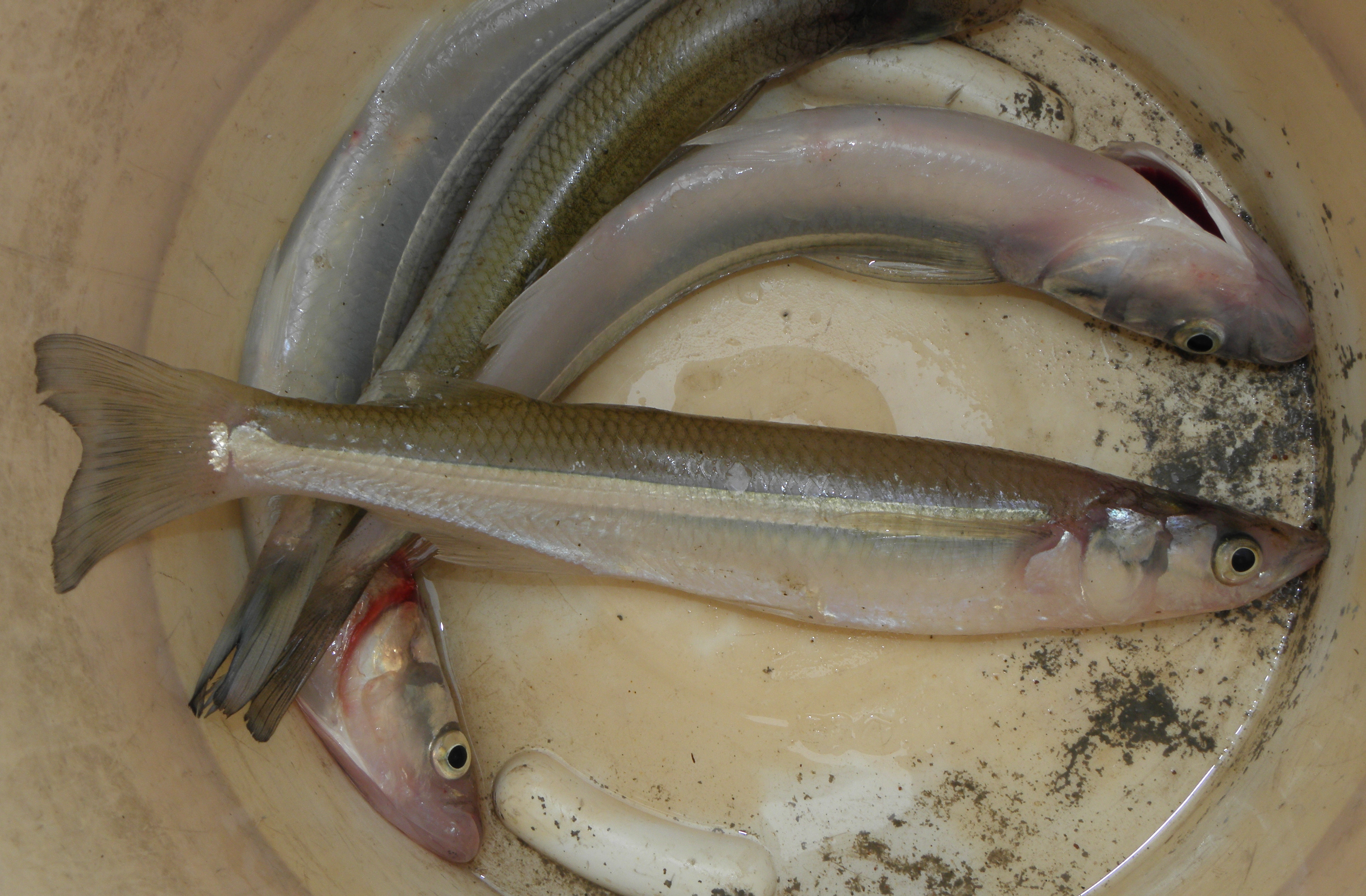
Odontesthes bonariensis

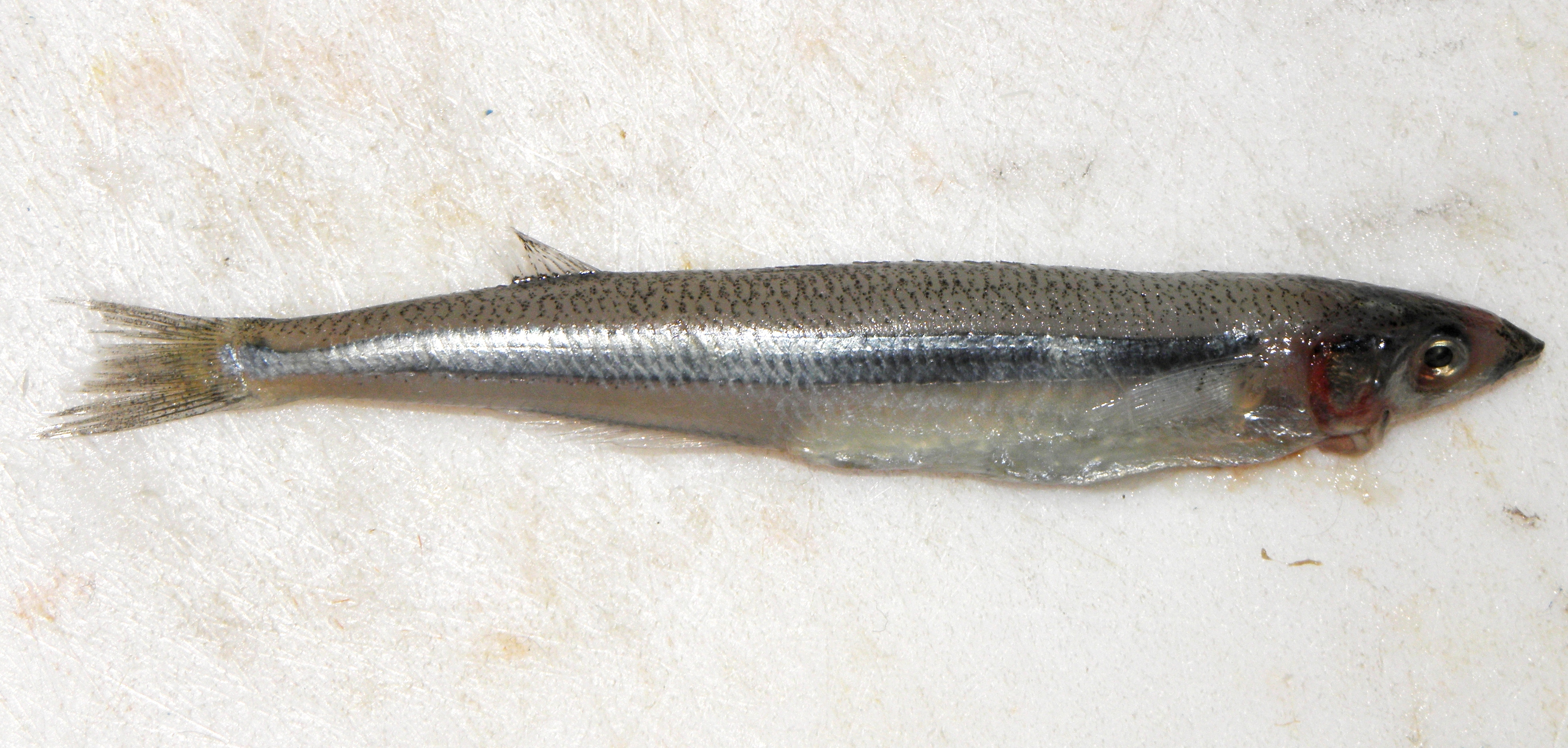
Odontesthes incisa

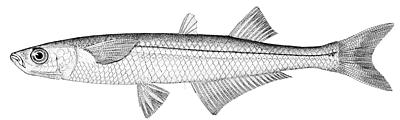
Menidia menidia

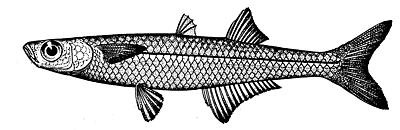
Menidia peninsulae

- Unterfamilie Atherinopsinae Fitzinger, 1873
  - Tribus Atherinopsini Fitzinger, 1873
    - Gattung Atherinops Steindachner, 1876
      - Atherinops affinis Ayres, 1860

    - Gattung Atherinopsis Girard, 1854
      - Atherinopsis californiensis Girard, 1854

    - Gattung Colpichthys Hubbs, 1918
      - Colpichthys hubbsi Crabtree, 1989
      - Colpichthys regis Jenkins & Evermann, 1889

    - Gattung Leuresthes Jordan & Gilbert, 1880
      - Leuresthes sardina Jenkins & Evermann, 1889
      - Leuresthes tenuis Ayres, 1860

  - Tribus Sorgentinini Pianta de Risso & Risso, 1953
    - Gattung Basilichthys Girard, 1855
      - Basilichthys archaeus Cope, 1878
      - Basilichthys australis Eigenmann, 1928
      - Basilichthys microlepidotus Jenyns, 1841
      - Basilichthys semotilus Cope, 1874

    - Gattung Odontesthes Evermann & Kendall, 1906
      - Odontesthes argentinensis Valenciennes, 1835
      - Odontesthes bicudo Malabarba & Dyer, 2002
      - Odontesthes bonariensis Valenciennes, 1835
      - Odontesthes brevianalis Günther, 1880
      - Odontesthes gracilis Steindachner, 1898
      - Odontesthes hatcheri Eigenmann, 1909
      - Odontesthes humensis de Buen, 1953
      - Odontesthes incisa Jenyns, 1841
      - Odontesthes ledae Malabarba & Dyer, 2002
      - Odontesthes mauleanum Steindachner, 1896
      - Odontesthes mirinensis Bemvenuti, 1996
      - Odontesthes nigricans Richardson, 1848
      - Odontesthes orientalis de Buen, 1950
      - Odontesthes perugiae Evermann & Kendall, 1906
      - Odontesthes piquava Malabarba & Dyer, 2002
      - Odontesthes platensis Berg, 1895
      - Odontesthes regia Humboldt, 1821
      - Odontesthes retropinnis de Buen, 1953
      - Odontesthes smitti Lahille, 1929
      - Odontesthes wiebrichi Eigenmann, 1927
- Unterfamilie Menidiinae Schultz, 1948 (darin incertae sedis: Atherinella brasiliensis, Atherinella venezuelae, Atherinella robbersi)
  - Tribus Menidiini Schultz, 1948
    - Gattung Labidesthes Cope, 1870
      - Labidesthes sicculus (Cope, 1865)
      - Labidesthes vanhyningi Bean & Reid, 1930

    - Gattung Melanorhinus Metzelaar, 1919
      - Melanorhinus boekei Metzelaar, 1919
      - Melanorhinus cyanellus Meek & Hildebrand, 1923
      - Melanorhinus microps Poey, 1860

    - Gattung Menidia Bonaparte, 1836
      - Menidia beryllina Cope, 1867
      - Menidia clarkhubbsi Echelle & Mosier, 1982
      - Menidia colei Hubbs, 1936
      - Menidia conchorum Hildebrand & Ginsburg, 1927
      - Menidia extensa Hubbs & Raney, 1946
      - Menidia menidia Linnaeus, 1766
      - Menidia peninsulae Goode & Bean, 1879

    - Chirostoma (steht phylogenetisch innerhalb der Gattung Menidia)
      - Chirostoma aculeatum Barbour, 1973
      - Chirostoma arge Jordan & Snyder, 1899
      - Chirostoma attenuatum Meek, 1902
      - Chirostoma bartoni Jordan & Evermann, 1896
      - Chirostoma chapalae Jordan & Snyder, 1899
      - Chirostoma charari de Buen, 1945
      - Chirostoma compressum de Buen, 1940
      - Chirostoma consocium Jordan & Hubbs, 1919
      - Chirostoma contrerasi Barbour, 2002
      - Chirostoma copandaro de Buen, 1945
      - Chirostoma estor Jordan, 1880
      - Chirostoma grandocule Steindachner, 1894
      - Chirostoma humboldtianum  Valenciennes, 1835
      - Chirostoma jordani Woolman, 1894
      - Chirostoma labarcae Meek, 1902
      - Chirostoma lucius Boulenger, 1900
      - Chirostoma melanoccus Alvarez, 1963
      - Chirostoma patzcuaro Meek, 1902
      - Chirostoma promelas Jordan & Snyder, 1899
      - Chirostoma reseratum Alvarez, 1963
      - Chirostoma riojai Solórzano & López, 1966
      - Chirostoma sphyraena Boulenger, 1900
      - Chirostoma zirahuen Meek, 1902

    - Poblana (steht phylogenetisch innerhalb der Gattung Menidia)
      - Poblana alchichica de Buen, 1945
      - Poblana ferdebueni Solórzano & López, 1965
      - Poblana letholepis Alvarez, 1950
      - Poblana squamata Alvarez, 1950

  - Tribus Membradini Chernoff, 1986
    - Gattung Membras Bonaparte, 1836
      - Membras analis Schultz, 1948
      - Membras argentea Schultz, 1948
      - Membras gilberti Jordan & Bollman, 1890
      - Membras martinica Valenciennes, 1835
      - Membras vagrans Goode & Bean, 1879

    - Atherinella (steht phylogenetisch innerhalb der Gattung Membras)
      - Atherinella alvarezi Díaz-Pardo, 1972
      - Atherinella ammophila Chernoff & Miller, 1984
      - Atherinella argentea Chernoff, 1986
      - Atherinella balsana Meek, 1902
      - Atherinella beani Meek & Hildebrand, 1923
      - Atherinella blackburni Schultz, 1949
      - Atherinella callida Chernoff, 1986
      - Atherinella chagresi Meek & Hildebrand, 1914
      - Atherinella colombiensis Hubbs, 1920
      - Atherinella crystallina Jordan & Culver, 1895
      - Atherinella elegans Chernoff, 1986
      - Atherinella eriarcha Jordan & Gilbert, 1882
      - Atherinella guatemalensis Günther, 1864
      - Atherinella guija Hildebrand, 1925
      - Atherinella hubbsi Bussing, 1979
      - Atherinella jiloaensis Bussing, 1979
      - Atherinella lisa Meek, 1904
      - Atherinella marvelae Chernoff & Miller, 1982
      - Atherinella meeki Miller, 1907
      - Atherinella milleri Bussing, 1979
      - Atherinella nepenthe Myers & Wade, 1942
      - Atherinella nesiotes Myers & Wade, 1942
      - Atherinella nocturna Myers & Wade, 1942
      - Atherinella pachylepis Günther, 1864
      - Atherinella pallida Fowler, 1944
      - Atherinella panamensis Steindachner, 1875
      - Atherinella pellosemeion Chernoff, 1986
      - Atherinella sallei Regan, 1903
      - Atherinella sardina Meek, 1907
      - Atherinella schultzi Alvarez & Carranza, 1952
      - Atherinella serrivomer Chernoff, 1986
      - Atherinella starksi Meek & Hildebrand, 1923
- Unterfamilie Notocheirinae Schultz, 1950
  - Gattung Notocheirus Clark, 1937
    - Notocheirus hubbsi Clark, 1937